# Malus kansuensis
Malus kansuensis är en rosväxtart som först beskrevs av Alexander Feodorowicz Batalin, och fick sitt nu gällande namn av Camillo Karl Schneider. Malus kansuensis ingår i släktet aplar, och familjen rosväxter. Utöver nominatformen finns också underarten M. k. calva.